# 达里尔·F·扎纳克
达里尔·F·扎纳克（英語：Darryl F. Zanuck，1902年9月5日—1979年12月22日），或译扎努克，美国男电影制片人，曾获得塞西尔·B·德米尔奖，他制作的电影中有三部获得奥斯卡最佳影片奖。